# Лестничные мышцы
Лестничные мышцы (лат. musculi scaleni) — мышцы шеи глубокого слоя боковой (латеральной) группы. 
В большинстве источников выделяют 3 пары:
- Передняя лестничная мышца (лат. musculus scalenus anterior);
- Средняя лестничная мышца (лат. musculus scalenus medius);
- Задняя лестничная мышца (лат. musculus scalenus posterior).

Также описана непостоянная наименьшая лестничная мышца.
Все лестничные мышцы начинаются от поперечных отростков II-VII шейных позвонков и прикрепляются на I и II рёбрах.

## Функция
Лестничные мышцы поднимают верхние рёбра, действуя как мышца вдоха. При фиксированных рёбрах, сокращаясь с обеих сторон, они сгибают шейную часть позвоночника спереди, а при одностороннем сокращении сгибают и поворачивают её в свою сторону.